# Could I Have This Kiss Forever
«Could I Have This Kiss Forever» (укр. Чи можу я зберегти цей поцілунок назавжди) — дует Енріке Іглесіаса Вітні Г'юстон, який вийшов в ефіри радіостанцій США 25 липня 2000 року. Вперше пісня була випущена на дебютному англомовному альбомі Енріке Іглесіаса, під назвою «Enrique». Пісня була написана Діаною Уоренн, і була дуже успішна в Україні, Росії, Латвії і Швеції.

## Запис синглу
Іглесіас і Г'юстон ніколи не зустрічалися в студії, а записували свої партії окремо, Вітні в Гамбурзі, а Енріке в Лос-Анджелесі.
Були записані дві версії пісні. Перша, яка триває чотири хвилини, увійшла в трек-лист альбому «Enrique». Коли вирішили випустити сингл, то записали скорочений на 30 секунд відеоверсію синглу. Сингл був випущений на лейблі Х'юстон, під назвою «Arista». Сингл був випущений як перша пісня з нового збірника хітів Уїтні «Whitney: The Greatest Hits». А також як шостий сингл з альбому Іглесіаса «Enrique».
Також сингл увійшов в компіляцію Енріке Іглесіаса «Greatest Hits», яка вийшла в листопаді 2008 року.

## Список композицій

### CD Maxi; США
1. «Could I Have This Kiss Forever» «(Відеоверсія)»
2. «I'm Your Baby Tonight» «(DronezMix)»
3. «I'm Every Women» «(Civilles and Cole Mix)»
4. «Queen Of The Night» «(CJ Mackinstosh Mix)»

### CD Maxi; Європа
1. «Could I Have This Kiss Forever» «(Відеоверсія)»
2. «Could I Have This Kiss Forever» «(Альбомна версія)»
3. «Could I Have This Kiss Forever» «(Tin Tin Out Mix)»
4. «If I Told You That» «(Johnny Douglas Mix)»
5. «I'm Every Women» «(Clivilles and Cole Mix)»

## Успіх в Європі
Сингл отримав міжнародну популярність, і став хітом номер один у багатьох країнах світу, зокрема в Іспанії та Швеції. Також сингл потрапив у «десятку найкращих» у багатьох країнах Європи. Також сингл отримав золотий статус у Австралії, Німеччини та Швеції. Але у США сингл не був популярний, і досяг лише 52 місця в чартах.

## Статуси
| Країна    | Статус  | Дата          | Продано копій т |
| --------- | ------- | ------------- | --------------- |
| Австралія | Золотий | 2000          | 35 тис.         |
| Франція   | Срібний | 17 січня 2000 | 125 тис.        |
| Німеччина | Золотий | 2000          | 150 тис.        |
| Швеція    | Золотий | 2000          | 25 тис.         |

## Позиції в чартах
| Країна                       | Пікова позиція |
| ---------------------------- | -------------- |
| Австралія                    | 9              |
| Австрія                      | 8              |
| Бельгія                      | 5              |
| Данія                        | 1              |
| «Гаряча сотня Європи»        | 1              |
| Фінляндія                    | 17             |
| Франція                      | 16             |
| Німеччина                    | 5              |
| Ірландія                     | 8              |
| Ізраїль                      | 1              |
| Італія                       | 6              |
| Нова Зеландія                | 7              |
| Норвегія                     | 7              |
| Швеція                       | 1              |
| Іспанія                      | 1              |
| Велика Британія              | 7              |
| "Гаряча сотня Білборда (США) | 52             |